# Переміжна кульгавість
Переміжна кульгавість, також відома як судинна кульгавість, клаудикація, — це симптом, який описує м'язовий біль або інші ознаки (судоми, оніміння або втома), зазвичай у литковому м'язі, що виникає під час фізичних вправ, таких як ходьба, і полегшується коротким періодом відпочинку. Цей симптом є класичною ознакою ранньої стадії захворювання периферичних артерій, яка без лікування і без профілактики може прогресувати до критичної ішемії кінцівок.
Термін «клаудикація» походить з лат. «claudicare» — «кульгати».

## Ознаки та симптоми
Головною характеристикою переміжної кульгаваості є її періодичність. Біль знакає після дуже короткого відпочинку, і пацієнт може знову почати ходити, поки біль не повернеться. Наступні ознаки є загальними ознаками атеросклерозу артерій нижніх кінцівок:
- синюшність (ціаноз)
- атрофічні зміни, такі як випадіння волосся, блискуча шкіра
- знижена температура шкіри
- ослаблений пульс на стопі
- почервоніння при переведенні кінцівки у «звисаюче» положення (частина тесту Бюргера)

В англійській мові використовують мнемонічне правило шести «П»
- Pain — біль у кінцівці
- Pallor — блідість (збільшена) кінцівки
- Puls — пульс (знижений) на стопі
- Perishing cold — пронизливий холод в кінцівці
- Paraesthesia — парестезія у кінцівці
- Paralysis — параліч кінцівки

## Причини
Найчастіше переміжна (або судинна, чи артеріальна) кульгавість зумовлена захворюванням периферичних артерій, коли наявні значущі блокади кровотоку атеросклеротичними ураженнями, що призводять до артеріальної недостатності. Іншими рідкісними причинами є коарктація аорти, хвороба Труссо  та хвороба Бюргера (облітеруючий тромбангіїт), при якій виникає васкуліт.
Феномен Рейно, функціональний вазоспазм відрізняється від нейрогенної кульгавості, яка пов'язана зі стенозом поперекового відділу хребта. Він тісно пов'язаний з курінням, гіпертонією та діабетом.

## Діагностика
Переміжна кульгавість є симптомом і за визначенням діагностується у пацієнта, який повідомляє про біль у нозі під час ходьби, що полегшується відпочинком. Однак, оскільки інші стани, такі як ішіас, можуть імітувати переміжну кульгавість. Для підтвердження діагнозу захворювання периферичних артерій необхідно обстеження.
Магнітно-резонансна ангіографія та дуплексна ультрасонографія вважаються економічно більш ефективними в діагностиці захворювань периферичних артерій у людей з переміжною кульгавістю, ніж проекційна ангіографія.

## Лікування
Фізичні вправи можуть покращити симптоми, як і реваскуляризація. Разом обидва варіанти можуть бути кращими, ніж окреме втручання.
Контрольовані фізичні вправи покращують показник максимальної дистанції ходьби та дистанції ходьби без болю більше, ніж домашні вправи. Хоча, коли моніторинг включено до програм фізичних вправ у домашніх умовах, подібні зміни в дистанції ходьби без болю спостерігаються як при тренуваннях під наглядом, так і в домашніх умовах.
У людей зі стабільним болем у нозі фізичні вправи, такі як силові тренування, ходьба з жердиною та вправи для верхніх або нижніх кінцівок, порівняно зі звичайним лікуванням або плацебо покращують максимальний час ходьби, дистанцію ходьби без болю та максимальну дистанцію ходьби. Альтернативні режими фізичних вправ, такі як їзда на велосипеді, силові тренування та плечова ергометрія, порівняно з програмами ходьби під наглядом не показали різниці в максимальній дистанції ходьби або дистанції ходьби без болю для людей з переміжною кульгавістю.
Також існують фармакологічні варіанти. Ліки, що контролюють ліпідний профіль, діабет та гіпертонію, можуть збільшити кровотік до уражених м'язів і дозволити підвищити рівень активності. Для лікування переміжної кульгавості використовуються інгібітори ангіотензинперетворюючого ферменту, адренергічні засоби, такі як альфа-1-блокатори та бета-блокатори, а також альфа-2-агоністи, антитромбоцитарні засоби (аспірин та клопідогрель), нафтидрофурил, пентоксифілін та цилостазол (селективний інгібітор ФДЕ3). Однак ліки не усувають блокування судин. Натомість вони просто покращують кровотік до ураженої ділянки.
Також варіантом втручання є операції з використанням катетеризації судин. Атеректомія, стентування та ангіопластика для видалення або відсунення бляшок є найпоширенішими процедурами при катетеризації. Ці процедури можуть виконуватися, серед інших, інтервенційними радіологами, інтервенційними кардіологами, судинними хірургами та торакальними хірургами.
Хірургічне втручання є крайнім заходом. При блокаді артерій судинні хірурги можуть виконувати або ендартеректомії або артеріальне шунтування. Однак відкрита операція створює низку ризиків, яких немає при втручаннях на основі катетеризації судин.

## Епідеміологія
Атеросклероз вражає до 10 % західного населення старше 65 років, а для переміжної кульгавості цей показник становить близько 5 %. Переміжна кульгавість найчастіше проявляється у чоловіків старше 50 років.
У кожного п'ятого представника середнього віку (65–75 років) у Сполученому Королівстві клінічне обстеження виявляє захворювання периферичних артерій, хоча лише у чверті з них є симптоми. Найпоширенішим симптомом є біль у м'язах нижніх кінцівок під час фізичного навантаження — періодична кульгавість.